# Karen Cellini
Karen Cellini (ur. 13 maja 1958 w Filadelfii, w stanie Pensylwania) – amerykańska aktorka telewizyjna.
Zagrała postać Amandy Bedford Carrington, młodszej córki milionera-nafciarza Blake’a (John Forsythe) i Alexis (Joan Collins) w szesnastu odcinkach opery mydlanej ABC Dynastia (Dynasty, 1986-87), gdy z tej fikcyjnej roli telewizyjnej zrezygnowała Catherine Oxenberg. Na kinowym ekranie pojawiła się w thrillerze Poważnie skręcony (Seriously Twisted, 2005).